# Ábrányi Kornél (zeneszerző)

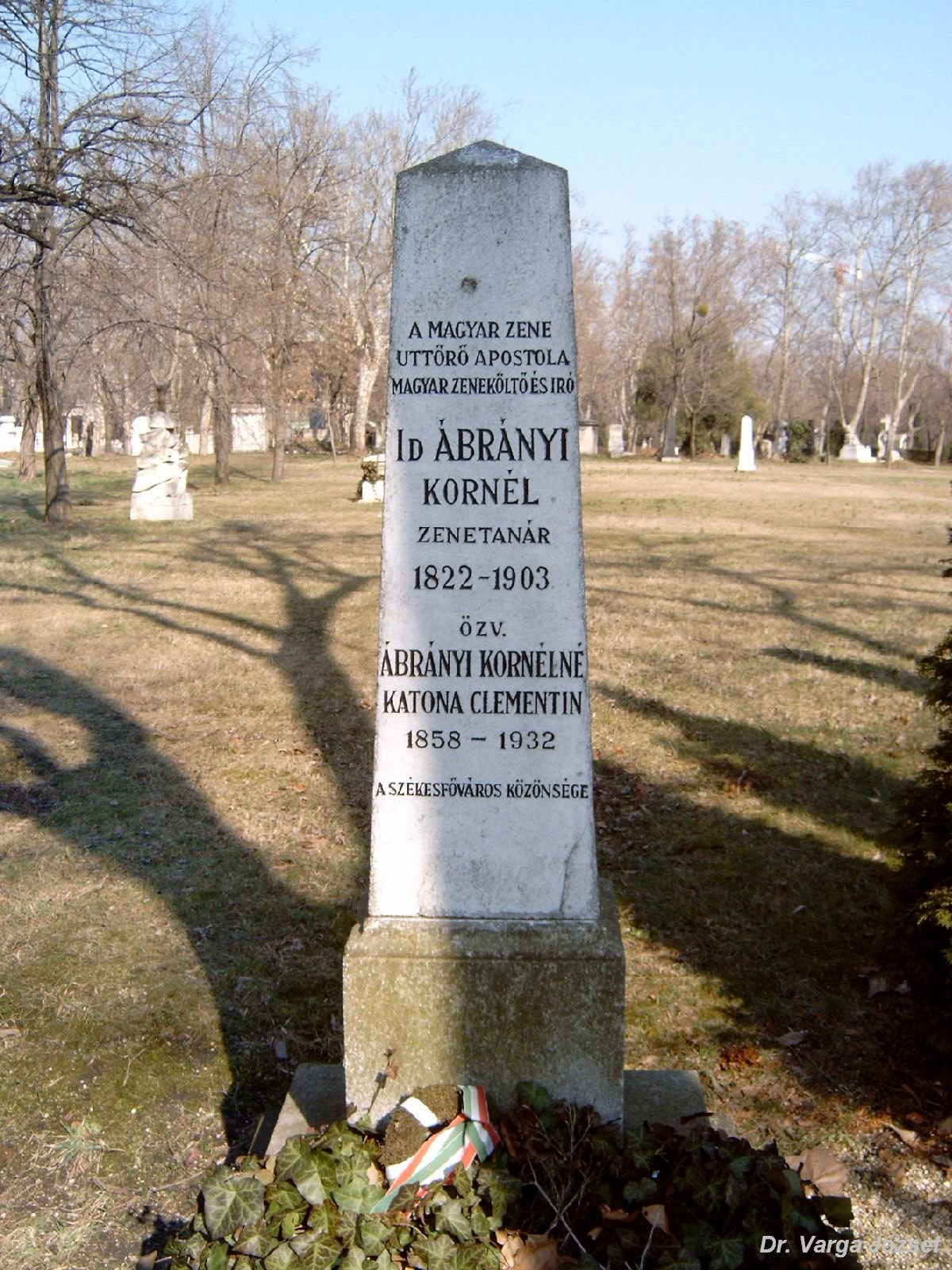
Idősebb Ábrányi Kornél és felesége, Katona Clementina sírja a budapesti Fiumei úti sírkertben: 28-díszsor-4

Ábrányi Kornél, születési nevén Eördögh Kornél Franciscus (Szentgyörgyábrány, ma Nyírábrány, 1822. október 15. – Budapest, 1903. december 20.) magyar zenei író, zeneszerző, zongoraművész, zenepedagógus.

## Családja
A régi nemesi származású lászlófalvi Eördögh család sarja. Édesapja, az unitárius vallású lászlófalvi Eördögh Alajos (1786–1853), főjegyző, alispán, országgyűlési képviselő, Szabolcs vármegye táblabírája, 1844. február 3-án engedélyt szerzett V. Ferdinánd magyar királytól a vezetékneve megváltoztatására. Anyja Zipflai Terézia (Kállay Nagy Terézia). Onnantól fogva, ő és leszármazottjai az „Ábrányi” vezetéknevét viselték. Kornél, Ábrányi Alajos és nagykállói Kállay Teréz fia volt.

## Házassága és leszármazottjai
Kornél első felesége dálnoki mezo-madarasi Medve Jozefin (1831–1895). A házasságukból született:
- ifjabb Ábrányi Kornél (1849–1913), író, újságíró.
- ifj. Ábrányi Emil (1850–1920), költő, műfordító és újságíró. Emil fia, legifjabb Ábrányi Emil, aki nagyapja útját követve zeneszerző és karmester lett.

Második felesége Katona Clementina (1858–1932) író és újságírónő volt.

## Élete
Szabolcs vármegyei nemesi családból származott. Családja Ördög-Ábrány Szabolcs megyei községben volt régi birtokos, a család igazi neve „Eördögh”. Apja, Ábrányi Alajos 1843-ban a régi családi név helyett felvette a családi birtok nevét. Otthonukban a reformkori szellemi élet egyik központja működött. Házukban megismerte a később a »szabadságharc hegedűsének« is nevezett Rózsavölgyi Márkot, valamint a verbunkos zene képviselőiként híressé vált Lavotta Jánost és Bihari Jánost. Vendégeik között ott volt Boka Károly is.
1834-ben Nagyváradon ismerkedett meg Erkel Ferenccel, az ő hatására választotta a zenei pályát. Első szerzeménye 1841-ben jelent meg Magyar Ábránd címmel, s a következő évben zongoristaként is debütált Nagyváradon.
1843-ban külföldre ment, hogy nyugat-európai zenészektől tanuljon. Münchenben ismerkedett meg Liszt Ferenccel, akinek egyik legodaadóbb híve és barátja lett. Párizsban Chopintől és Kalkbrennertől vett zongoraórákat. Rövid londoni, majd magyarországi tartózkodás után Bécsbe került, ahol Joseph Fischhof tanítványa lett. Első pesti koncertjét 1847-ben adta, amikor végleg hazatért tanulmányútjáról.
1848/1849-ben állami hivatalnok és kormánybiztosi titkár volt. A szabadságharcban önkéntesként és nemzetőrként vett részt. Az ezt követő önkényuralmi években Pesten élt. 1860-ban megalapította az első magyar zenei szakfolyóiratot, a Zenészeti Lapokat, amelynek 1876-ig főszerkesztője volt. 1863-ban szintén ő volt az egyik alapítója a Zenészsegély Egyletnek, majd 1865-ben az ő indítványára jött létre az Országos Magyar Dalárdaegyesület, amelynek 1888-ig vezértitkára volt. 1875-től jelentős szerepet játszott a Zeneakadémia felállításának előkészületeiben, majd 1883-ig titkárként, nyugdíjazásáig, 1888-ig pedig tanárként dolgozott az intézményben. Zeneszerzést, zeneelméletet, zenetörténetet és zeneesztétikát tanított. Utóbbi témában 1877-ben tankönyve jelent meg, amely első jelentős ilyen témájú zeneirodalmi kiadvány volt Magyarországon.
1882-től szerkesztette a Zenészeti Közlönyt, amelybe Radamanthos álnéven kritikákat is írt, és állandó zenei rovatot vezetett a Pesti Naplónál, a Magyar Sajtónál és a Pester Lloydnál. Életművének maradandó értéke zenei közéleti tevékenysége. Rendszeresen publikált zenei írásokat. Írásaival Frédéric Chopin, Liszt, Richard Wagner, Hector Berlioz és magyar kortársai művészetét népszerűsítette, könyvet írt Mosonyi Mihályról, Liszt Ferencről és Erkel Ferenc életéről és munkásságáról.
Budapesten 1876. október 28-án mutatta be a Nemzeti Színház Bizet Carmenjét, az opera Ludovic Halévy által írt szövegkönyvének első fordítója id. Ábrányi Kornél volt.
Maradandó értékeket hozott létre magyarországi zenei kultúrpolitikai tevékenységével.

## Irodalmi művei
- Művészet és forradalom. Pest, 1867.
- Tanulmány Liszt Ferencz magyar koronázási miséje felett. Pest, 1869. – (Megjelent németűl Lipcsében és New-Yorkban.)
- Tannhäuser. Reg. dalmű 3 felv. Wagner R. után ford. Pest, 1871. (Nemzeti Színház Könyvtára 13.)
- Mosonyi Mihály, élet- és jellemrajz. Pest, 1872.
- Liszt Ferencz életrajza és Krisztus oratoriumának ismertetése Pest, 1873.
- Elméleti és gyakorlati öszhangtan (Harmonie-Lehre.) I. kötet. Budapest, 1874. (2. bőv. kiadás. Uo. 1881. A zeneköltészet tudománya 1. rész.)
- Carmen. Dalmű 4 felv. Meilbac és Halévy után ford. Budapest, 1876. (Nemzeti Színház Könyvtára 108.)
- Pál és Virginia Dalmű 3 felv. Carré és Barbier után ford. Budapest, 1877. (Nemzeti Színház Könyvtára 112.)
- Zenészeti aesthetika, elméleti s gyakorlati szempontból tárgyalva. Az orsz. m. kir. zeneakadémia használatára. 1. rész. Budapest, 1877.
- A magyar dal és zene sajátságai, nyelvi, zöngidomi s műformai szempontból. Az orsz. m. zeneakadémia használatára. 1. rész. Budapest, 1877.
- Cinq-Mars. Nagy opera 4 felv. Poirson és Gallet után ford. Budapest, 1878. (Nemzeti Színház Könyvtára 116.)
- Lahor királya. Dalmű 5 felv. Gallet után ford. Budapest, 1879. (Nemzeti Színház Könyvtára 120.)
- A korona gyémántjai. Víg dalmű 3 felv. Scribe és Saint-Georges után ford. Budapest. 1880. (Nemzeti Színház Könyvtára 135.)
- Általános zenetörténet. Budapest, 1886.
- Legujabb bpesti dalok és népdalok énekhangra zongorakisérettel alkalmazta. Budapest, 1889-ig 14 füzete jelent meg.
- Az Országos Magyar Daláregyesület negyedszázados története. Budapest, 1892–1898.
- Erkel Ferenc élete és működése. Budapest, 1895.
- Életemből és emlékeimből. Budapest, 1897.
- Képek a múlt és jelenből. Budapest, 1899.
- A magyar zene a XIX. században. Budapest, 1900.
- Jellemképek a magyar zenevilágból. Budapest, é. n. [1890-es évek] (Magyar Könyvtár).